# Chevi Colton
Chevi Colton (New York, 1921. december 21. – Eaglewood, New Jersey, 2019. június 24.) amerikai színésznő.

## Filmjei
- Quincy M.E. (1978–1983, tv-sorozat, három epizódban)
- Boardwalk (1979)
- The Edge of Night (1979–1980, tv-sorozat, hat epizódban)
- Simon & Simon (1983, tv-sorozat, egy epizódban)
- Zuhanás a szerelembe (Falling in Love) (1984)
- Kate & Allie (1984, 1987, tv-sorozat, két epizódban)
- Classified Love (1986, tv-film)
- Törvényszéki héják (Legal Eagles) (1986)
- Working It Out (1990, tv-sorozat, 13 epizódban)
- Férfi a házban (Bed & Breakfast) (1991)
- The Guiding Light (1992, tv-sorozat, egy epizódban)
- Esküdt ellenségek (Law & Order) (1998, tv-sorozat, egy epizódban)
- Just Looking (1999)
- Különleges ügyosztály (Law & Order: Special Victims Unit) (2001, tv-sorozat, egy epizódban)
- A meló (The Job) (2002, tv-sorozat, egy epizódban)
- Brooklyn Roses (2018)